# (32892) 1994 DW
1994 DW (asteroide 32892) é um asteroide da cintura principal. Possui uma excentricidade de 0.07718680 e uma inclinação de 11.39371º.
Este asteroide foi descoberto no dia 22 de fevereiro de 1994 por Anlaug Amanda Kaas em La Palma.